# Villa di Gricigliano

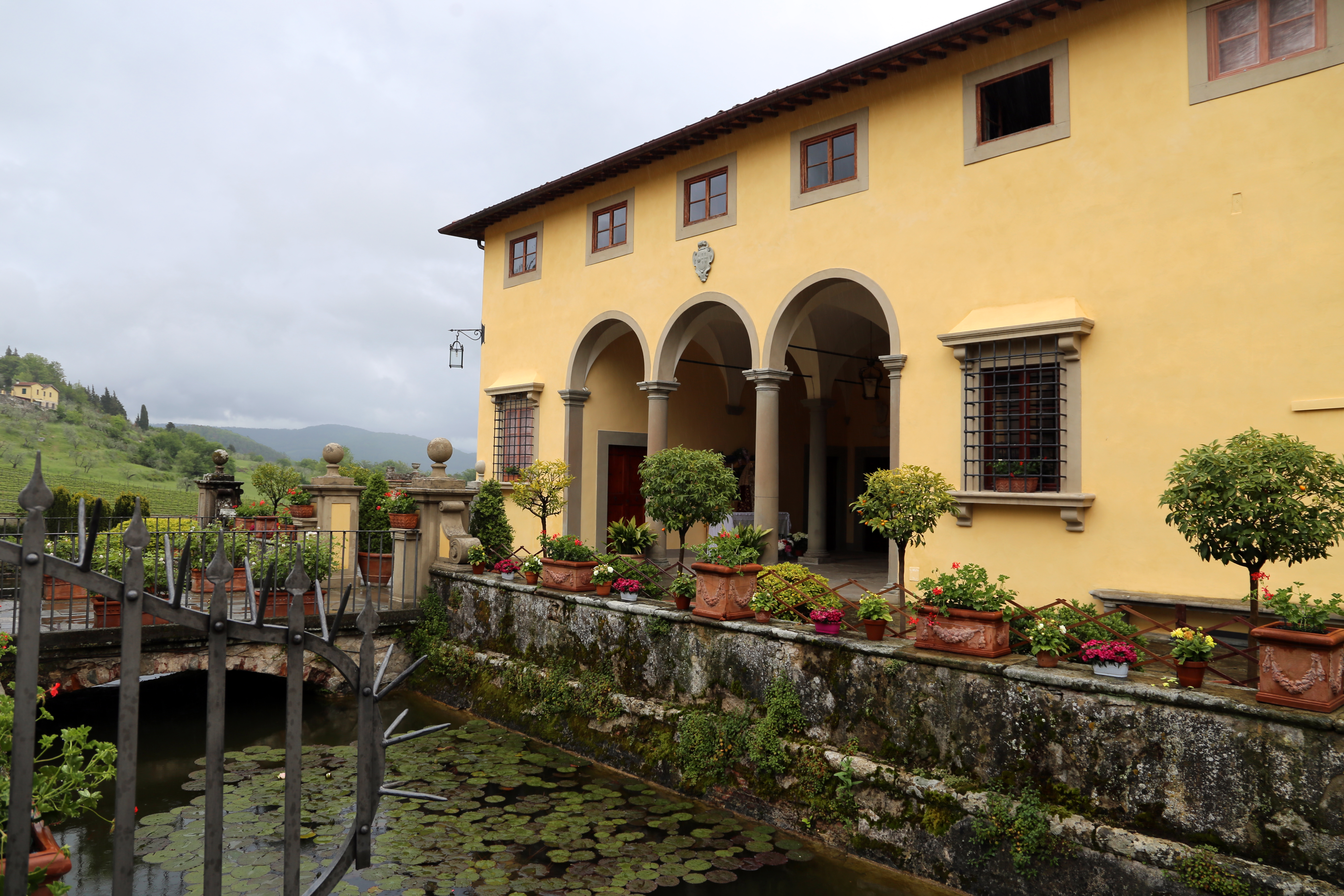
Villa di Gricigliano

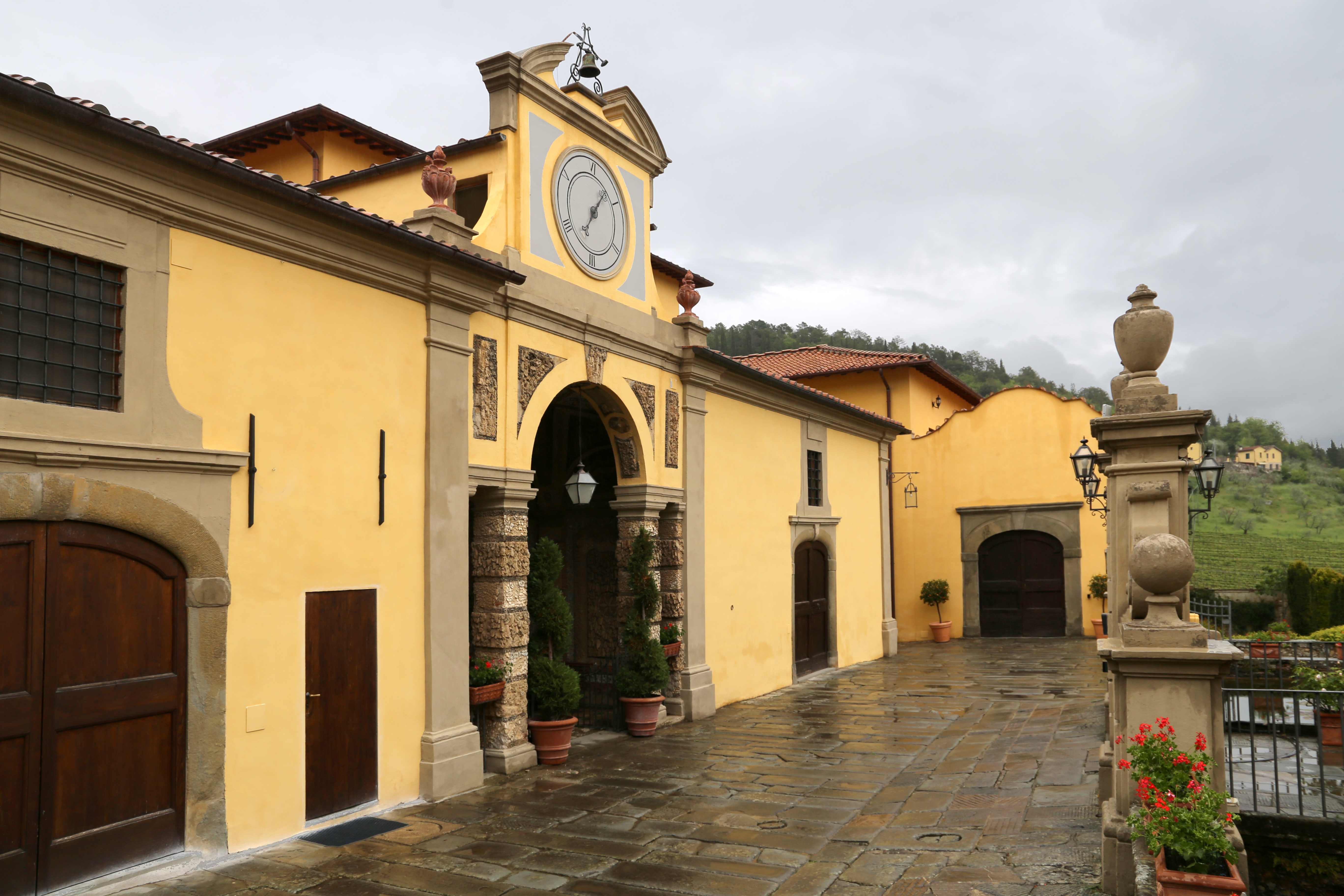
Villa di Gricigliano

La villa di Gricigliano (o villa Martelli) si trova nell'omonima via presso la frazione Le Sieci, nel comune di Pontassieve.

## Storia e descrizione
La villa, di origine quattrocentesca, appartenne ai capitani di Orsanmichele, che la cedettero nel 1474 a Niccolò di Ugolino Martelli. Il prezzo pattuito erano cento fiorini e diciotto libbre di cera all'anno, e comprendeva anche i tre poderi di Casacce, Olmo e Brùcoli.
All'epoca si trattava di una casa da signore cinta da mura e da un fossato. A più riprese la famiglia diede al complesso forme più monumentali e complesse. Le successive addizioni sono ancora oggi riscontrabili analizzando i vari corpi di fabbrica.
Al posto del fossato venne ricavata una peschiera, disposta su più livelli collegati da impianti idraulici, una delle caratteristiche più interessanti di Gricigliano. Al Seicento risalgono il ninfeo e la fontana mosaicata entro una nicchia a bugnato rustico.
La cappellina è invece settecentesca; essa ospita sulla cantoria in controfacciata un organo a canne costruito nel 1766 da Antonio e Filippo Tronci.